# Anoplolepis custodiens
Anoplolepis custodiens es una especie de hormiga del género Anoplolepis, de la familia Formicidae, descrita de Sudáfrica, y presente en gran parte del África subsahariana.
Anoplolepis custodiens está asociada con una relación simbiótica con la especie de las proteáceas, Leucospermum patersonii, cuyas semillas almacena para alimentarse de su eleosoma.